# Franco Salvatori (allenatore di calcio)
Franco Salvatori (Lodi, ... – ...; fl. XX secolo) è stato un allenatore di calcio italiano.
Nel 1979 ha ricevuto la benemerenza civica dal Comune di Lodi.

## Carriera
Nella stagione 1941-1942 ha allenato in Serie B nel Fanfulla.